# 高橋亨 (アニメ演出家)
高橋 亨（たかはし とおる）は、日本のアニメーション演出家。専門学校東京デザイナー学院（現専門学校東京ネットウエイブ）出身。
元はアニメーターだったが、同窓だった長谷川眞也の誘いで少女革命ウテナに監督補佐して参加する。
その後は主にJ.C.STAFFやマッドハウスなどで演出を担当している。

## 作品リスト

### テレビアニメ
- シティハンター ザ・シークレットサービス(1996年) 原画
- 新世紀エヴァンゲリオン(1996年) 原画
- 少女革命ウテナ（1997年）監督補佐・絵コンテ・演出
- アキハバラ電脳組（1998年）絵コンテ・演出
- 天使になるもんっ!（1999年）絵コンテ・演出
- 魔術士オーフェンRevenge（1999年 - 2000年）監督
- だぁ!だぁ!だぁ!（2000年 - 2002年）絵コンテ・演出
- あずまんが大王（2002年）絵コンテ・演出
- ななか6/17（2003年）絵コンテ・演出
- 獣兵衛忍風帖 龍宝玉篇（2003年）絵コンテ・演出
- デ・ジ・キャラットにょ（2003年 - 2004年）絵コンテ
- MONSTER（2004年 - 2005年）絵コンテ・演出
- かいけつゾロリ（2004年）絵コンテ
- NANA（2006年 - 2007年）絵コンテ・演出
- 太陽の黙示録（2006年）絵コンテ
- DEATH NOTE（2007年）絵コンテ
- シグルイ（2007年）絵コンテ
- Devil May Cry（2007年）演出協力
- メイプルストーリー（2007年 - 2008年）絵コンテ・演出
- チーズスイートホーム（2008年）絵コンテ
- 魍魎の匣（2008年）絵コンテ・演出
- こばと。（2009年 - 2010年）絵コンテ・演出
- 学園黙示録 HIGHSCHOOL OF THE DEAD（2010年）絵コンテ・演出
- ちはやふる（2011年）絵コンテ
- LUPIN the Third -峰不二子という女-（2012年）演出
- ソードアート・オンライン（2012年）絵コンテ
- えびてん 公立海老栖川高校天悶部（2012年）絵コンテ
- 大人女子のアニメタイム「夕餉」（2013年）アニメーション監督
- いなり、こんこん、恋いろは。（2014年）監督
- ソードアート・オンラインII（2014年）絵コンテ
- 寄生獣 セイの格率（2014年）絵コンテ
- ユリ熊嵐（2015年）絵コンテ・演出
- 俺物語!!（2015年）絵コンテ
- 紅殻のパンドラ（2016年）OP絵コンテ・演出
- うしおととら（2016年）ED絵コンテ・演出
- ReLIFE（2016年）絵コンテ・演出
- このはな綺譚（2017年）助監督・絵コンテ・演出
- マナリアフレンズ（2019年）演出
- ちはやふる3（2019年）演出
- 禍つヴァールハイト -ZUERST-（2020年）絵コンテ・演出
- マブラヴ オルタネイティヴ（2021年）絵コンテ・演出

### OVA
- 銀河お嬢様伝説ユナ 哀しみのセイレーン(1995年) 原画
- マクロスプラス(1996年) 原画
- 闘神伝(1996年) 原画

### 劇場アニメ
- 少女革命ウテナ アドゥレセンス黙示録（1999年）絵コンテ・演出
- ピアノの森（2007年）演出補佐

### ゲーム
- スーパーリアル麻雀PV（1994年）原画・動画検査
- ワイルドアームズ アルターコード:F（2003年）アニメーションチーフディレクター・絵コンテ・演出